# Mattia Cassani
Mattia Cassani (Borgomanero, 26 augustus 1983) is een Italiaanse voetballer die bij voorkeur als rechtsback speelt. Hij verruilde Parma in juli 2015 transfervrij voor UC Sampdoria. Cassani debuteerde in 2009 in het Italiaans voetbalelftal.

## Nationale elftal
In mei 2009 werd Cassani voor het eerst opgeroepen voor het Italiaanse nationale team. Hij kwam op dat moment echter nog niet in actie. Toen hij in november 2009 opgeroepen werd voor de wedstrijden tegen Nederland en Zweden door bondscoach Marcello Lippi, moest hij tot de wedstrijd tegen Zweden op 18 november 2009 wachten tot hij zijn debuut kon maken.